# Kibatalia gitingensis
Espèce
Synonymes
- Kixia gitingensis Elmer[1]
- Vallaris angustifolia Merr.[1]
- Vallaris gitingensis (Elmer) Merr.[1]

Statut de conservation UICN

 VU A1c, B1+2c : Vulnérable
Kibatalia gitingensis est une espèce de plantes à fleurs de la famille des Apocynaceae trouvée aux Philippines.

## Publication originale
- Philippine Journal of Science 60: 216. 1936.